# Attaque chimique de Kafr Zita
L'attaque chimique de Kafr Zita a lieu les 11 et 12 avril 2014, dans la ville de Kafr Zita, au nord de la Syrie, tenue par les rebelles pendant la guerre civile syrienne. Il s'agit de barils de chlore largués lors de bombardements aériens. L'attaque aurait fait trois morts parmi les civils et une centaine de blessés, dont 5 graves,. La télévision d'État syrienne, SANA, impute l'attaque au Front al-Nosra qui aurait selon elle utilisé du « chlore toxique », tandis que l'opposition, Paris, Washington, Human Rights Watch et une enquête du Daily Telegraph affirment qu'elle a été perpétrée via des bombes barils larguées par les forces gouvernementales,.

## Contexte
L'attaque a lieu à Kafr Zita, un village en zone rebelle situé à 30 kilomètres au nord de Hama, dans le contexte de la guerre civile syrienne. Selon des témoins interrogés par la mission d'établissement des faits de l'Organisation des Nations Unies pour l'interdiction des armes chimiques (OIAC), le village a subi des centaines d'attaques conventionnelles depuis le début du conflit en Syrie,.

## Incident
L'attaque chimique du 11 avril 2014 s'est produite entre 18h et 19h, la bombe a été larguée par un hélicoptère. D'autres barils sont largués le lendemain.

## Victimes
L'attaque aurait fait une centaine de blessés. Cinq ont été grièvement blessés tandis qu'un homme âgé originaire de Morek, sa fille, et une petite fille sont décédés des suites de l'attaque. 

### L'homme âgé
Selon le groupe de documentation des violations des droits humains VDC, le vieil homme décédé était  un déplacé interne originaire de Morek, âgé de 70 ans, Mustafa Ahmad al-Mohammad. Selon le VDC, il a été blessé à la tête « en raison d'un bombardement aux bombes barils sur la ville » et est décédé à Kafr Zita le jour de l'attaque. Cette déclaration a été confirmée par un médecin local ainsi que le médecin qui dirige le département de la santé à Hama, qui ont tous deux déclaré que l'homme était décédé des suites de blessures à la tête.

### La fille du vieil homme
Selon le VDC, la fille du vieil homme, Marwa Mustafa Ahmad al-Mohammad, une femme de 30 ans, présentait de graves symptômes d'exposition au chlore et a été transférée dans un hôpital en Turquie où elle est décédée cinq jours après l'attaque à cause de l'inhalation de gaz chimiques toxiques,,.

### La petite fille
Selon le médecin local, la petite fille est décédée d'essoufflement, tandis que le médecin du service de santé de Hama a déclaré qu'elle était décédée des suites de blessures à la tête.

## Déclarations initiales
L'opposition et la télévision d'État syrienne affirment que l'attaque a entraîné la mort de deux personnes et plusieurs cas de suffocation et d'empoisonnement,.

### Revendications du gouvernement
Samedi 12 avril, la télévision d'État syrienne, SANA, affirme que des rebelles affiliés avec les djihadistes du Front al-Nosra ont utilisé du « chlore toxique » le vendredi 11 avril lors de l'attaque du village de Kafr Zita, et déclare que « l'attaque a mené à la mort de deux personnes » et qu'une centaine d'entre elles « ont souffert d'étouffement ». 

### Revendications de l'opposition
Des militants de l'opposition déclarent que l'attaque chimique s'est produite lors de combats acharnés lorsque les troupes gouvernementales semblaient perdre le contrôle de la ville stratégique de Khan Cheikhoun.

## Premiers commentaires
Selon Rami Abdel Rahman, directeur de l'Observatoire syrien des droits de l'homme, « les avions du régime ont bombardé Kafr Zita avec des bombes barils qui ont produit une épaisse fumée et des odeurs et ont conduit à des cas d'étouffement et d'empoisonnement ».
Selon Dina Esfandiary, de l'Institut international d'études stratégiques, l'attaque a été signalée comme une atrocité rebelle à la télévision d'État syrienne avant même qu'elle ne se produise.

## Analyses
Selon Hamish de Bretton-Gordon, directeur du cabinet de conseil SecureBio et ancien commandant des forces de préparation chimique de l'armée britannique, « [l]es preuves de Kafr Zita sont assez convaincantes et sont certainement examinées très attentivement par les autorités » . À la suite d'une analyse scientifique ultérieure d'échantillons provenant de multiples attaques au gaz, menée exclusivement pour The Telegraph il déclare : « Nous avons prouvé sans équivoque que le régime a utilisé du chlore et de l'ammoniac contre ses propres civils au cours des deux à trois dernières semaines. ».
Des enquêtes indépendantes menées par des journalistes du magazine allemand Der Spiegel et Daniele Raineri de l'italien Il Foglio trouvent parmi les restes des bombes des débris de bouteilles de gaz de chlore apparemment civiles produites par le fabricant chinois Norinco,,.
Des experts déclarent que si l'utilisation du chlore n'est pas aussi meurtrière que les armes conventionnelles, de telles frappes chimiques sont utiles pour intimider les factions rebelles, et selon David Kay, un ancien inspecteur des armes de l'ONU : « en dit long sur leur [régime syrien] manque de peur de conséquences. Que va faire l'Occident ? Il n'a rien fait jusqu'à présent ».
Le 20 avril, le président François Hollande affirme que le gouvernement syrien a utilisé des armes au chlore, qui déclare : « [nous] avons quelques éléments d'information mais je n'en ai pas la preuve »,. Cela est suivi un jour plus tard par le porte-parole du département d'État américain, Jen Psaki, qui déclare : « nous examinons les allégations selon lesquelles le gouvernement serait responsable. Nous prenons très au sérieux toutes les allégations d'utilisation de produits chimiques au combat."  Cependant, Andrew Tabler, un expert syrien du Washington Institute for Near East Policy, fait remarquer à propos d'une possible action américaine contre les attaques au chlore qu'« Obama a déclaré l'accord de destruction de l'arsenal chimique syrien comme une victoire, donc je ne suis pas sûr qu'il soit prêt à sauter sur la question du chlore ».
Selon une enquête du Telegraph, comprenant des témoignages de médecins qui ont soigné les blessés, de proches des victimes et de témoins oculaires des dernières attaques chimiques, elle a trouvé « des preuves de l'utilisation continue et systématique d'armes chimiques par le régime en Syrie » afin de pour lutter contre la forte pression des forces rebelles. Il a également noté l'augmentation du nombre de morts et de blessés attribués aux attaques au chlore.
À la suite de l'attaque, la Coalition nationale syrienne des forces de l'opposition syrienne appelle les Nations Unies à enquêter sur l'incident, ainsi que sur une attaque chimique présumée similaire, le même jour à Harasta ville de la Ghouta orientale, banlieue de Damas,, qui aurait également été attaquée à nouveau avec des produits chimiques le 16 avril.

## Suite d'attaques chimiques
Des attaques chimiques ultérieures sont signalées en avril à Al-Tamanah dans le gouvernorat d'Idlib, à Zahraa près de Homs et le 22 avril à Daraya, et à Talmenes, à 32 kilomètres au nord-est de Kafr Zita. 
Le 19 mai, il est allégué que Kafr Zita est de nouveau attaquée avec du chlore, c'est la sixième attaque au gaz présumée dans le village en deux mois, tuant un garçon et occasionnant la nécessité de soins médicaux pour 130 villageois, dont 21 enfants dans un état critique,. Le 21 mai, elle est de nouveau attaquée chimiquement, en même temps qu'Al-Tamanah, qui est situé à 16 kilomètres de Kafr Zita.

### Attaque du 1er octobre 2016
Autre attaque au chlore sur Kafr Zita : le 1er octobre 2016, le régime syrien a de nouveau utilisé du chlore dans une bombardement sur Kafr Zita. En 2022, l'OIAC publie un rapport affirmant que du chlore gazeux a été utilisé lors d'une attaque contre la ville de Kafr Zeita, le 1er octobre 2016. L'enquête de l'OIAC conclut que deux bombes-barils avec des bouteilles de chlore industrielles ont été larguées d'un hélicoptère « près d'un hôpital de campagne » ; l'attaque a entrainé des difficultés respiratoires pour une vingtaine de personnes,,.

## Voir également
- Attaque chimique de la Ghouta
- Arme chimique
- Utilisation d'armes chimiques dans la guerre civile syrienne